# Oncidium crocidipterum
Oncidium crocidipterum är en orkidéart som först beskrevs av Heinrich Gustav Reichenbach, och fick sitt nu gällande namn av Mark W. Chase och Norris Hagan Williams. Oncidium crocidipterum ingår i släktet Oncidium och familjen orkidéer.

## Underarter
Arten delas in i följande underarter:
- O. c. crocidipterum
- O. c. dormanianum

## Bildgalleri

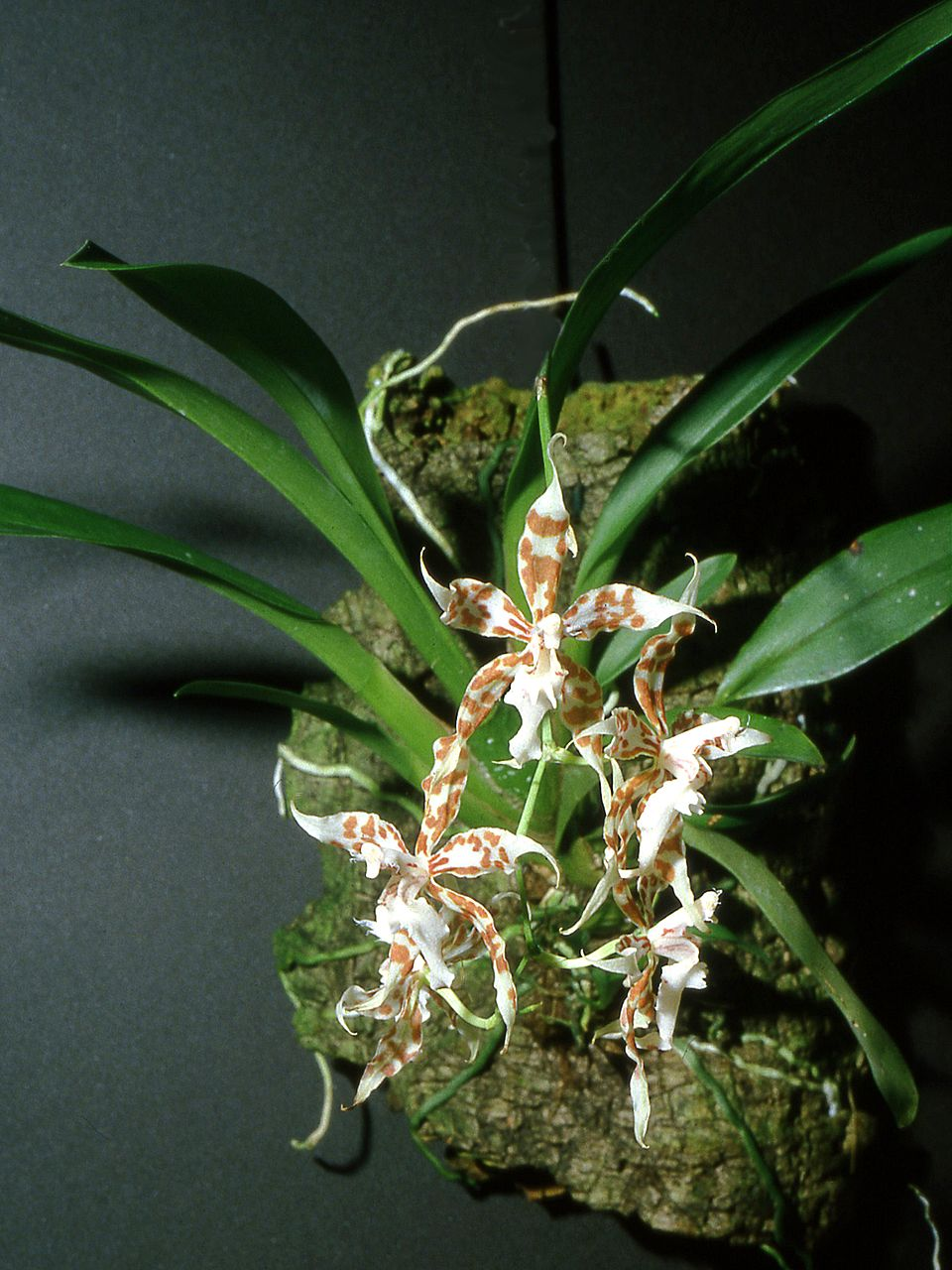
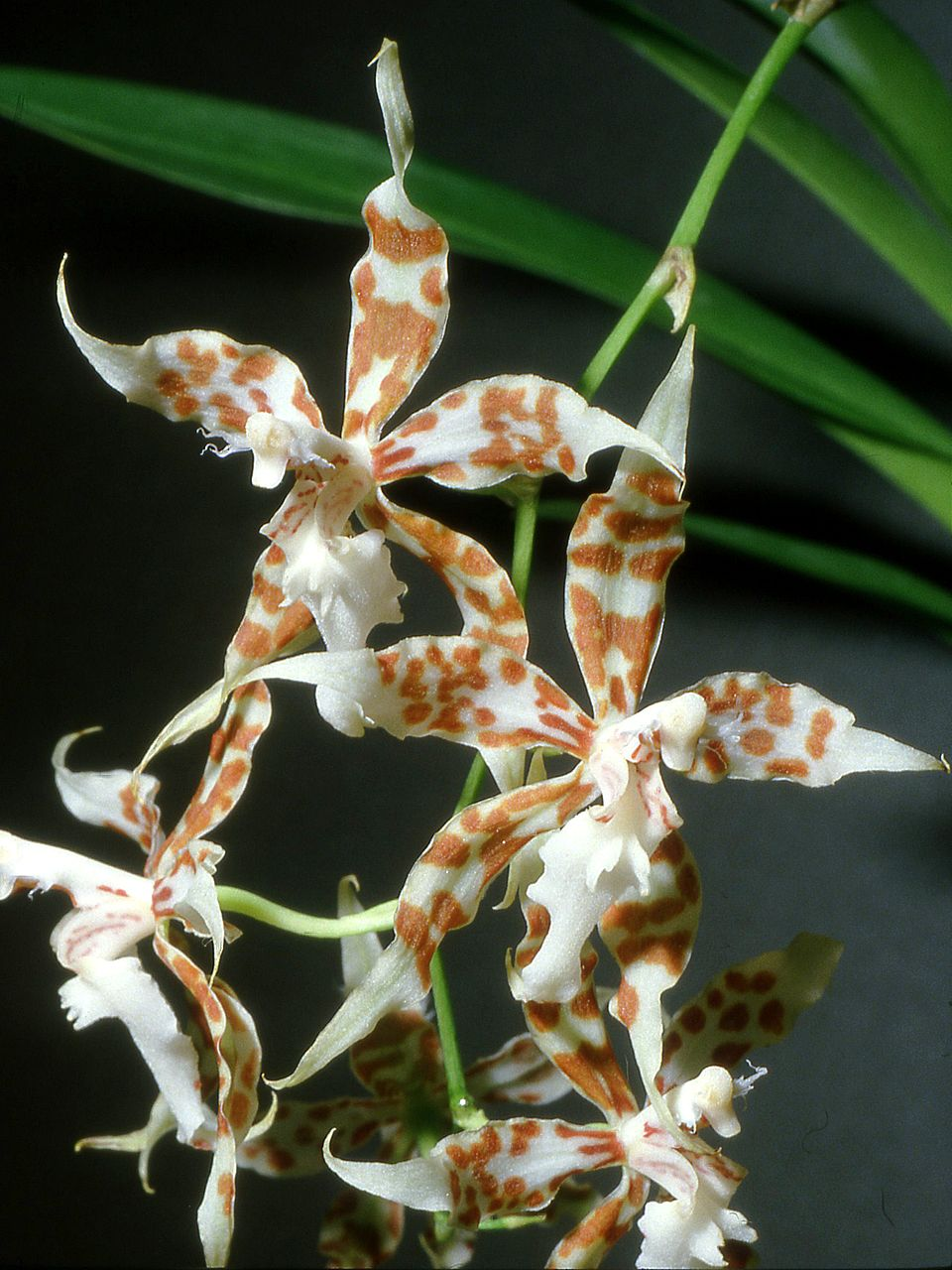
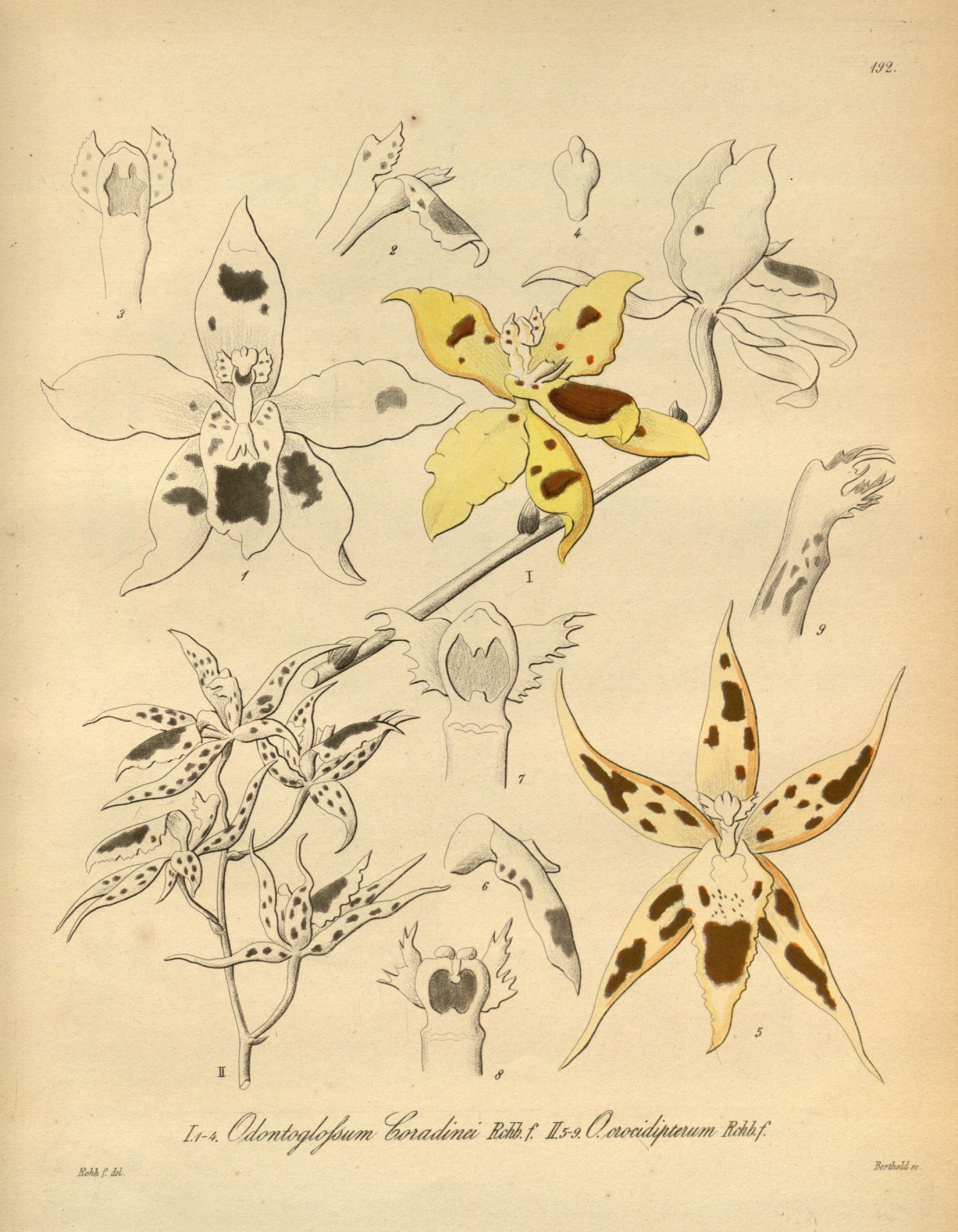